# Rågsved (tunnelbanestation)
Rågsved är en station inom Stockholms tunnelbana i stadsdelen Rågsved i Söderort inom Stockholms kommun.
Stationen ligger på T-bana 1 (gröna linjen) mellan Hagsätra och Högdalen. Den trafikeras av linje 19, och stationen var ändstation fram till 1960. Den öppnades 14 november 1959. Avståndet till Slussen är 8,5 kilometer.
Från ingången sett går spåret till vänster mot Hässelby strand och Alvik, medan spåret till höger går till Hagsätra.
Stationen ligger sydost om Rågsvedsvägen mellan Rågsvedstorget och Bjursätragatan. Den består av en plattform utomhus. På plattformen står en skulptur i brons, Fågel Grön av konstnären Björn Selder, uppsatt 1983.

## Framtid
Från cirka 2030 kommer stationen att ligga på Blå linjen istället för på Gröna. Det gäller alla stationer från Sockenplan till Hagsätra. Hagsätragrenen blir då en av Blå linjens grenar i söder. Vid den nya stationen Sofia kommer banan grena sig i Nackagrenen respektive Hagsätragrenen.

## Galleri

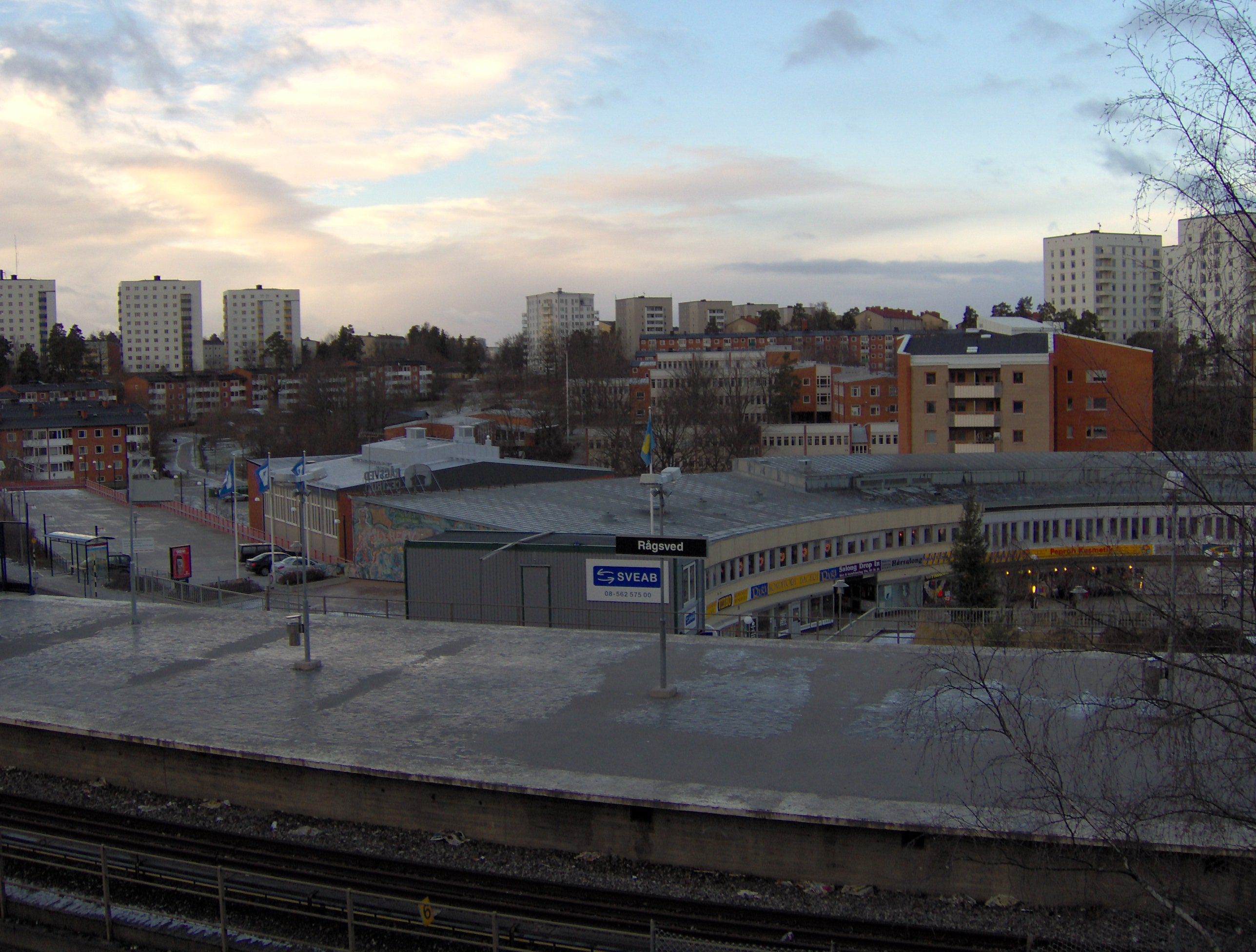
Perrongen med nordvästra Rågsved i bakgrunden, december 2005.
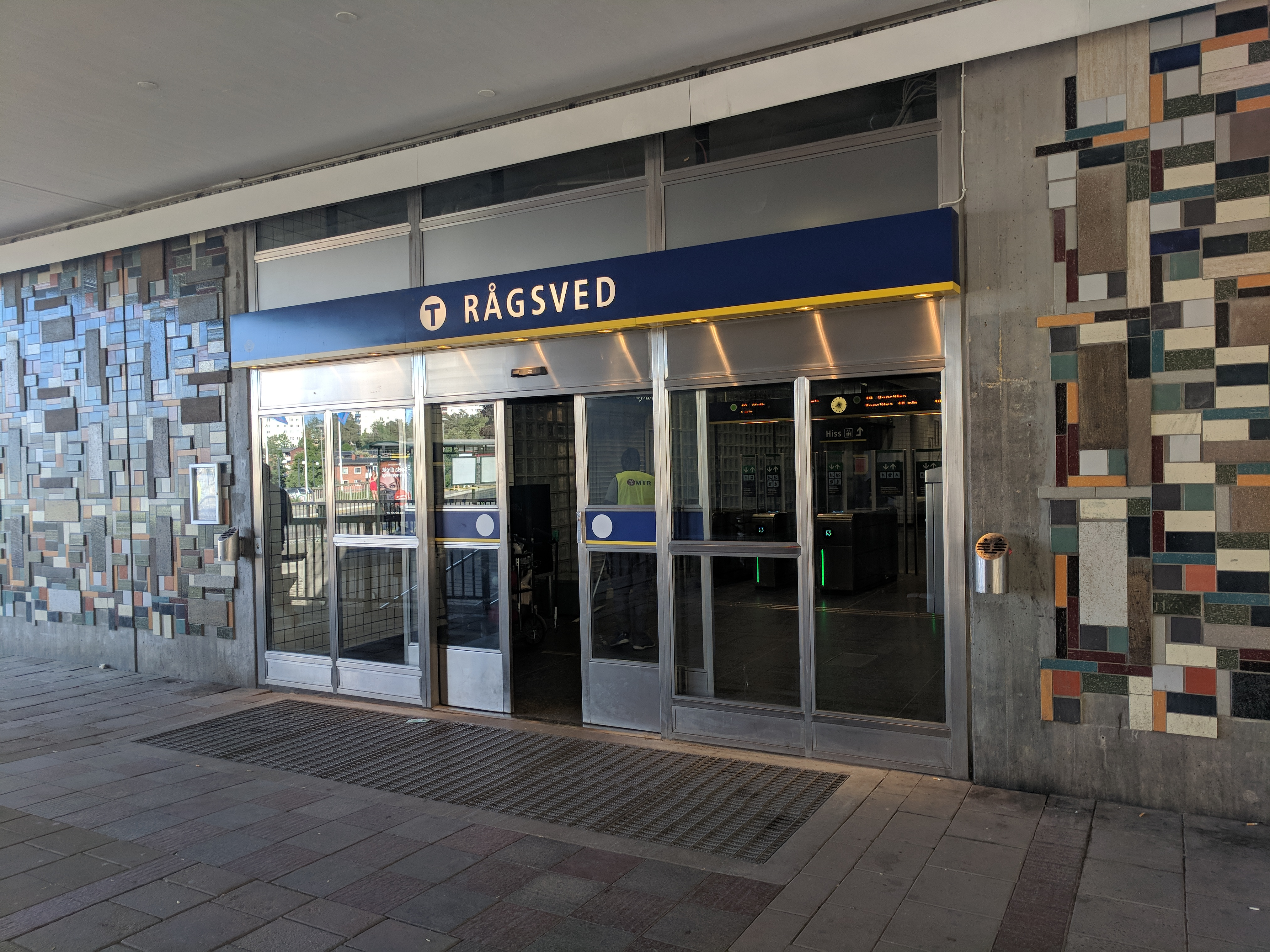
Ingången
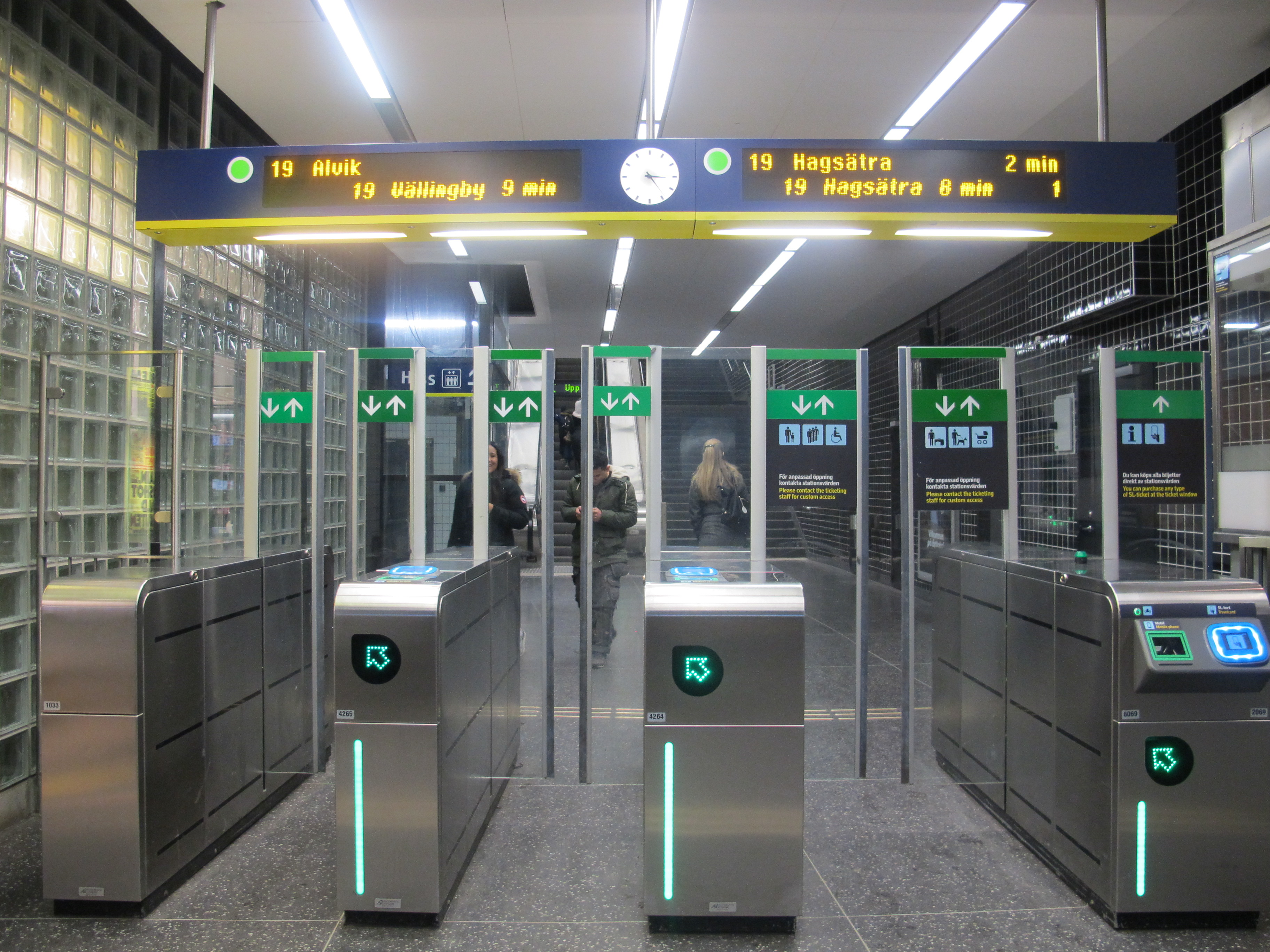
Biljetthallen
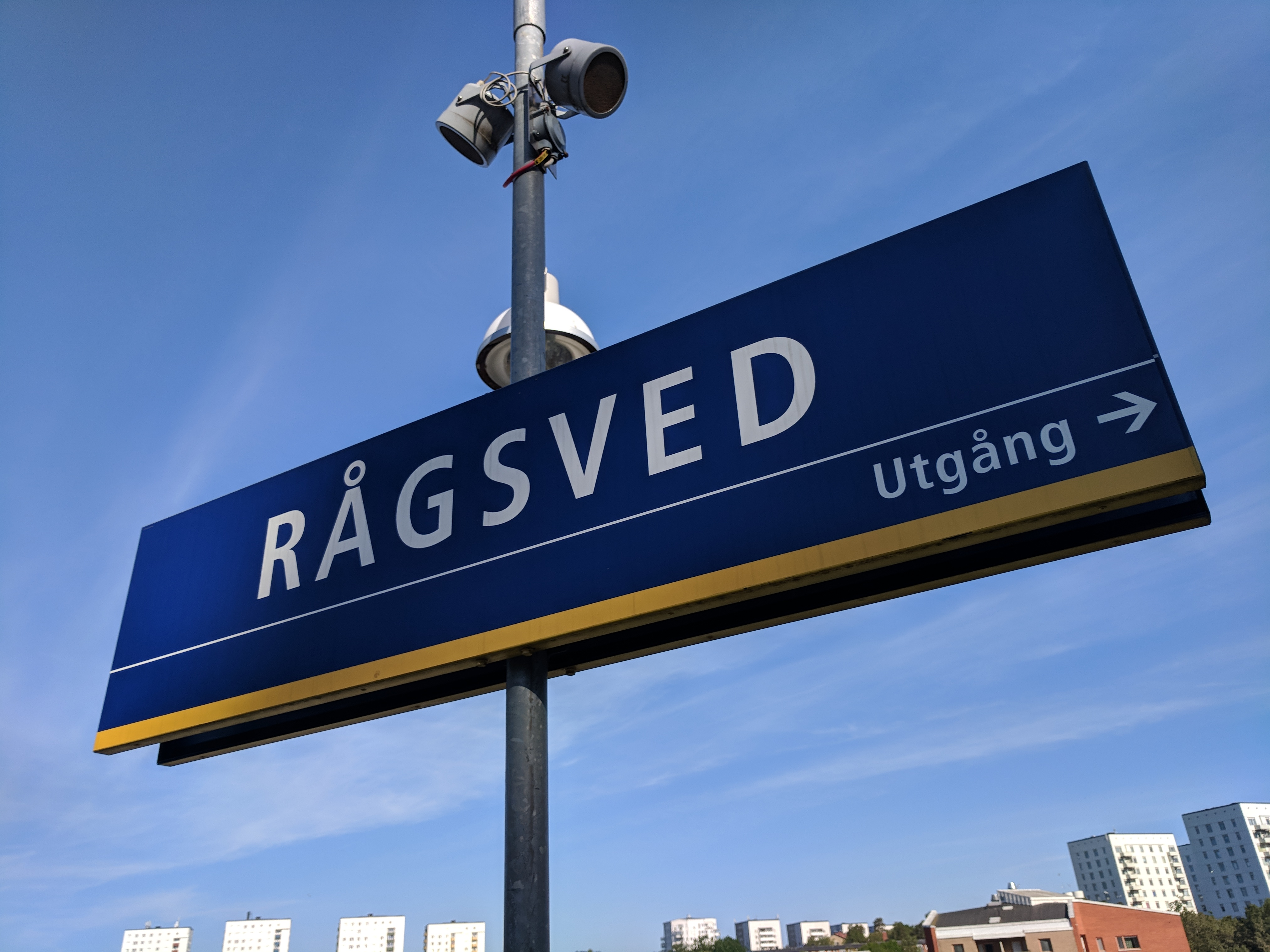
Stationsskylt
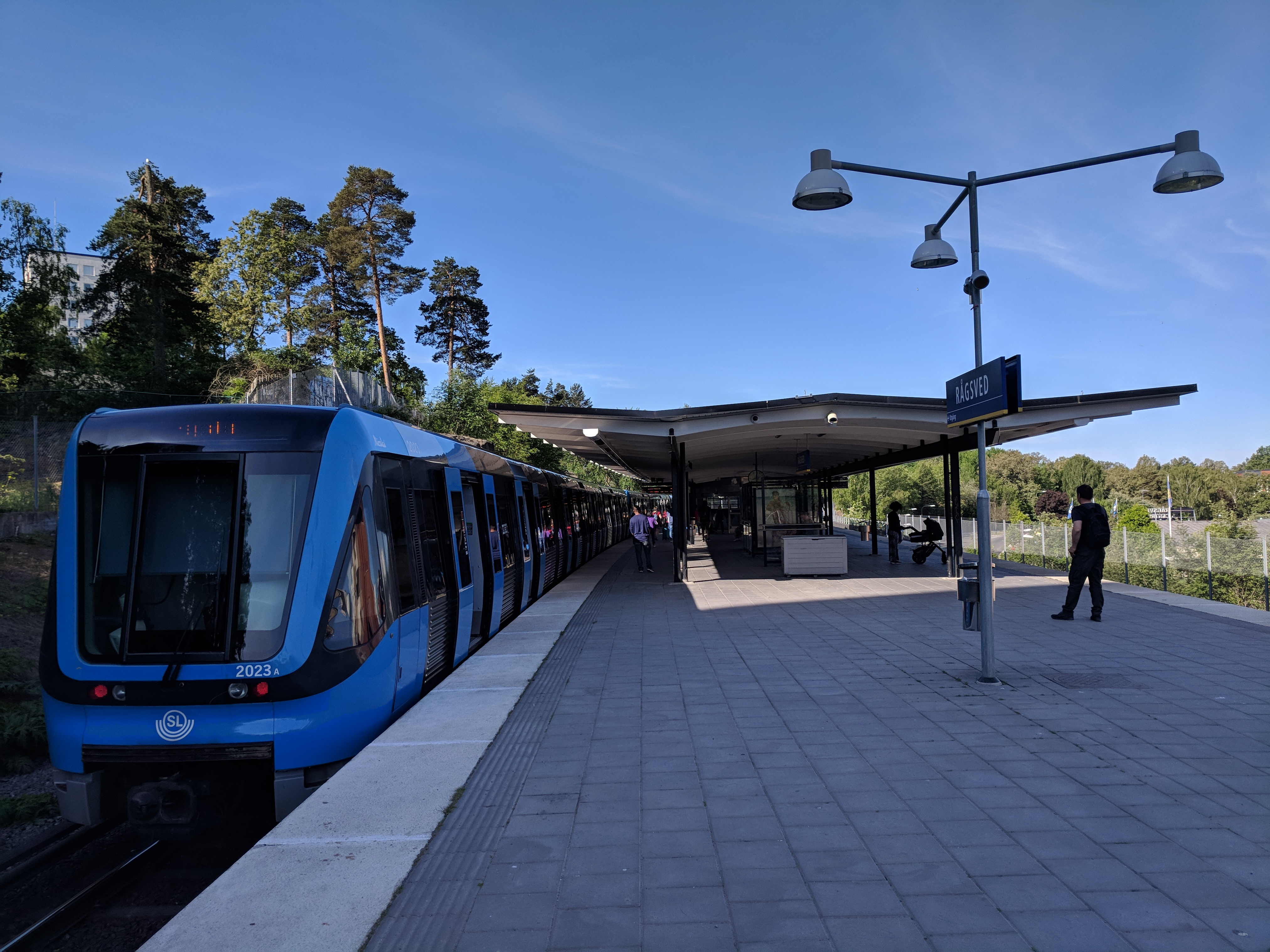
C20 på stationen
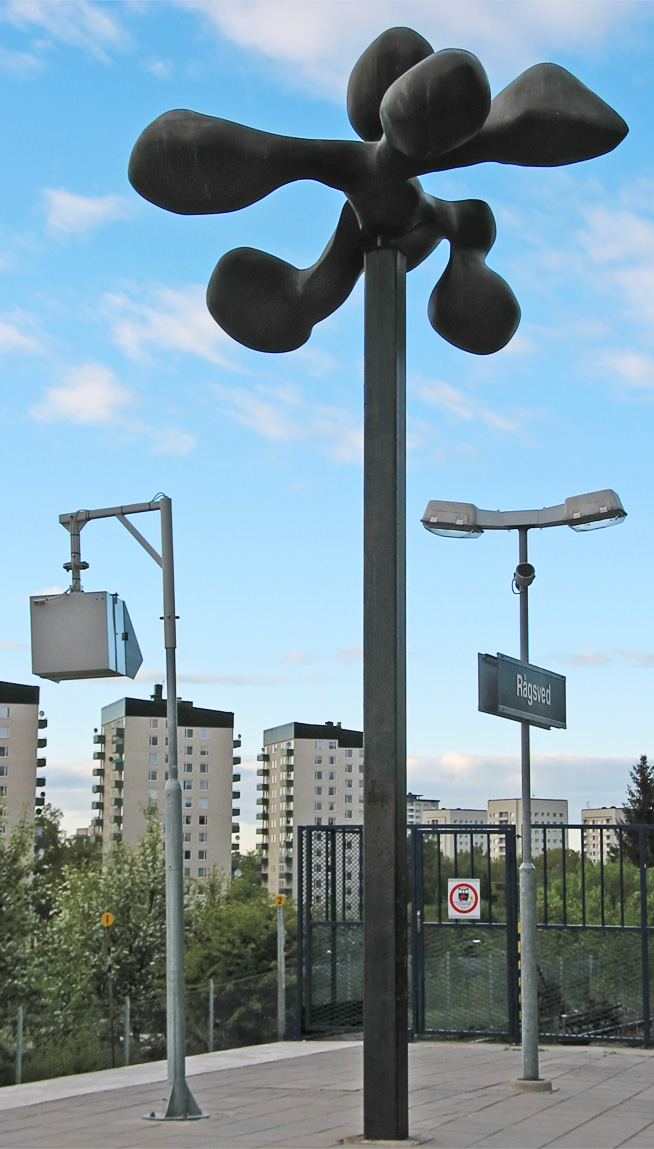
Fågel Grön